# Катастрофа АНТ-27 в Севастополе
Катастрофа АНТ-27 в Севастополе — авиационная катастрофа, произошедшая в понедельник 15 апреля 1934 года в бухте Севастополя с АНТ-27 (прототип МДР-4), при этом погибли 4 человека. В некоторых источниках указывается, что катастрофа произошла 16 апреля близ Таганрога, где на самом деле впоследствии был налажен выпуск самолётов МДР-4, а число погибших составляет от 3 до 5 человек.

## Самолёт
Конструктивно самолёт представлял собой дальнейшее улучшение проекта летающей лодки МДР-3. В самом конструкторском бюро новому самолёту присвоили обозначение АНТ-27, военные же присвоили проекту обозначение МДР-4. Из-за целого ряда причин строительство первого образца затянулось на 4 месяца. 7 марта 1934 года самолёт АНТ-27 был завершён, а через три дня в разобранном виде его доставили в Севастополь для испытаний. 8 апреля машина совершила свой первый полёт. Пилотировал её при этом лётчик Т. В. Рябенко.

## Катастрофа
15 апреля (по другим данным — 16 апреля) АНТ-27 должен был совершить очередной испытательный полёт. Стоит отметить, что лётчики часто летали на тяжёлых летающих лодках Dornier Wal немецкого производства, которые из-за плоского днища плохо отрывались от поверхности воды. Поэтому при взлётах на таких машинах экипажи применяли продольную раскачку, считая, что так отрыв будет происходить лучше. На АНТ-27 такой приём из-за его более килеватого днища не требовался, однако лётчики по привычке применяли раскачивание и на нём. И тут было отмечено, что данный самолёт реагировал уже несколько иначе, нежели немецкие летающие лодки. С целью разобраться с таким странным поведением самолёта из Москвы был даже вызван конструктор Андрей Туполев, который стал свидетелем дальнейшего происшествия.
Туполев на катере вышел вперёд к началу отрыва, чтобы поближе увидеть выход самолёта «на редан». Самолёт начал выполнять взлёт, когда Туполев увидел, что пилоты начали применять раскачивание, поэтому маханием рук попытался предупредить их не делать этого. Но экипаж этого не заметил, после чего, разогнавшись в Круглой бухте на спокойной воде до высокой скорости, АНТ-27 выплыл за её пределы в открытое море, где в этот момент были высокие волны. Ударившись о первую волну, машина подлетела вверх, после чего опустила нос и врезалась во вторую волну. Подкосы средней силовой установки не выдержали удара и подломились, после чего тяжёлый двигатель рухнул на кабину. В происшествии погибли начальник морской бригады КОСОС И. И. Погосский, инженеры Г. С. Носков и К. К. Синельников, а также второй пилот А. А. Волынский. Кто пилотировал самолёт в тот момент, данные в источниках различаются. Согласно одним источникам, это был погибший Волынский. Другие источники указывают, что на борту также были Т. В. Рябенко и Д. Н. Ильинский, которые и пилотировали машину, при этом выжив в катастрофе.

## Последствия
После катастрофы имя Погосского было присвоено бригаде № 2, начальником которой был А. П. Голубков. Выпускавшимся в дальнейшем самолётам данного типа в конструкторском бюро Туполева было присвоено обозначение АНТ-27бис. Всего было выпущено 16 таких машин.